# Aeroportul Forestville
Aeroportul Forestville (IATA: YFE, ICAO: CYFE) este un aeroport din Forestville⁠(d), La Haute-Côte-Nord⁠(d), Côte-Nord⁠(d), Provincia Québec, Canada. Aeroportul a fost tranzitat în 2021 de 0 pasageri.
Situat la o altitudine de 89 m, aeroportul dispune de o singură pistă.